# 後藤達三
後藤 達三（ごとう たつぞう、天保12年5月22日（1841年7月10日 - 1892年（明治25年）1月1日）は明治時代の農政官僚。文部省・内務省・農商務省等に出仕し、農書の編纂や総州牧羊場等での事務を行った。

## 経歴

### 開成所・大学校・文部省
天保12年（1841年）5月22日江戸に生まれ、幕臣として英学・漢学を修めた。
明治元年（1868年）9月20日鎮将府附となり、12月開成学校教授試補、明治2年（1869年）7月少助教、1870年（明治3年）7月大学校少助教を歴任した。1871年（明治4年）7月19日大学校が廃止されると、文部中助教として翻訳に従事し、8月少助教となった。9月一旦辞職した後、10月文部省十等出仕として編輯業務に従事し、1872年（明治5年）9月辞職した。

### 内務省
明治5年（1872年）10月正院十等出仕となった。1874年（明治7年）11月内務省十等出仕に転じ、勧業寮工商務課に勤務した。1875年（明治8年）2月農務課、10月第三課に転じ、『斯氏農業問答』を編纂した。同年創立された開農義会に参加し、機関誌『開農雑報』に活発に投稿した。
1876年（明治9年）3月総州牧羊場に出張し、4月全国から生徒を集め、舟木真と共に生徒監督としてアメリカ人技師アップジョーンズの通訳・助手を務めた。1877年（明治10年）1月勧業寮が廃止され、内務五等属として勧農局事務取扱を命じられ、2月牧羊場長補心得となった。1879年（明治12年）4月牧羊生徒の卒業に当たり、牧羊場長岩山敬義・種畜場長奥青輔等と東洋農会を組織して録事となり、1880年（明治13年）1月『東洋農会四季報告』を創刊した。
1879年（明治12年）9月奥青輔の出張に伴い牧羊場長補心得となった。12月内務三等属となり、取香種畜場長心得を兼任した。1880年（明治13年）1月獣医科総括を命じられ、5月陸産課に兼勤し、7月東京に出張した。1881年（明治14年）3月東洋農会と東京談農会が合併して大日本農会となり、創立委員に当選した。

### 農商務省
1881年（明治14年）4月勧農局の廃止により農商務三等属となり、農務局に属して下総種畜場に勤務した。5月牧畜掛を兼務し、8月二等属となった。9月大日本農会農芸委員となり、獣医科・牧畜科を担当した。10月東京に出張し、11月文部省御用掛を兼務し、専門学務局に勤務した。1882年（明治15年）1月農務局報告課に転じ、一等属となり、9月下総種畜場に兼勤した。
1883年（明治16年）5月石川県に出張した。7月報告課に戻り、農書編纂掛を兼務し、前田貫一著『農業簿記教授書』を校閲した。1884年（明治17年）7月農書編纂掛兼農務局事務取扱となり、9月畜産諮詢会事務取扱を命じられた。1885年（明治18年）6月種畜場は宮内省に移管された。
1886年（明治19年）1月文部省御用掛を解かれ、農務局編纂課に勤務した。3月課長となり、判任官一等に進んだ。1887年（明治20年）4月大日本農会第18回農産品評会で食用家禽の品評委員を務めた。1889年（明治22年）3月非職となった。
1889年（明治22年）11月花房義質等と日本園芸会を設立し、評議員に当選した。1890年（明治23年）5月広沢安任・与倉東隆・玉利喜造等と日本畜産協会を創立し、10月幹事・会計委員となった。1891年（明治24年）12月中旬病気に罹り、1892年（明治25年）1月1日死去し、4日青山共葬墓地に葬られた。子は2男があり、次男竹次郎が家を継いだ。

## 著訳書
『官版 日耳曼史畧』
明治4年（1871年）大学南校刊。ドイツの歴史の略述。イギリス人コルネル女師著『ヒストリイ・ヲフ・ゼルマニー』の翻訳。
『訓蒙 窮理問答』
明治5年（1872年）万巻楼刊。アメリカ人ベエカー著『初等窮理書』等の編訳。本書の「窮理」は自然哲学の意。小学校用教科書に指定された。
『訓蒙 博物問答 一名窮理問答続編』
1874年（明治7年）東生書屋蔵。英国教会義社訓導委員の命で刊行された博物学書『レッスン・ヲン・ユニブェルス』の翻訳。
『斯氏 農業問答』
1875年（明治8年）勧業寮蔵版。岩山敬義が岩倉使節団で持ち帰った賢理斯的墳（ヘヌリー・ステフェン）著『実地農業問答』の翻訳。四季の農作業について問答体で記す。
『重学』
1878年（明治11年）8月文部省刊『百科全書』の内。槓桿・滑車・斜面・螺旋等の原理や、機械部品の構造・駆動等について紹介する。
『牧羊手引草』
1881年（明治14年）勧農局蔵版。下総牧羊場での5年間の経験に基づく手引書。
『小学農業新書』
1888年（明治21年）7月刊。所蔵不明。